# Le Moment sublime
Le Moment sublime est un tableau réalisé par le peintre espagnol Salvador Dalí en 1938. Cette huile sur toile est une nature morte surréaliste qui représente principalement, dans un paysage côtier désertique, un combiné téléphonique noir maintenu par une brindille, face à un escargot, au-dessus d'une assiette déformée contenant deux œufs au plat. Achetée en 1971, l'œuvre est conservée à la Staatsgalerie de Stuttgart, en Allemagne.